# Chyliza nakanishii
Chyliza nakanishii är en tvåvingeart som beskrevs av Iwasa 1996. Chyliza nakanishii ingår i släktet Chyliza och familjen rotflugor.
Artens utbredningsområde är Nepal. Inga underarter finns listade i Catalogue of Life.